# Goodwood Trophy 1948
De Goodwood Trophy 1948 was een autorace die werd gehouden op 18 september 1948 op het Goodwood Circuit in Chichester.

## Uitslag
| Positie | No | Rijder          | Team     | Ronden | Tijd/Opgave |
| ------- | -- | --------------- | -------- | ------ | ----------- |
| 1       | 25 | Reg Parnell     | Maserati | 5      |             |
| 2       | 21 | Bob Gerard      | ERA      | 5      |             |
| 3       | 24 | David Hampshire | ERA      | 5      |             |
| 4       | 18 | Cuth Harrison   | ERA      |        |             |
| 5       | 29 | Duncan Hamilton | Maserati |        |             |
| 6       | 20 | Geoffrey Ansell | ERA      |        |             |
| 7       | 26 | Roy Salvadori   | Maserati |        |             |
| 8       | 28 | Peter Walker    | ERA      |        |             |
| 9       | 19 | Anthony Baring  | Maserati |        |             |